# Bernhard von Pressentin
Bernhard Hermann Ernst von Pressentin genannt von Rautter (* 31. August 1837 in Kanothen, Landkreis Gerdauen; † 2. September 1914 in Königsberg) war Fideikommissbesitzer und Mitglied des Deutschen Reichstags.

## Leben
Seine Eltern waren Otto Bernhard von Pressentin genannt von Rautter (* 18. September 1788; † 2. August 1855) und dessen Ehefrau Auguste von Rauter (* 5. September 1813; † 20. März 1855), Erbtochter auf Willkamm.
Pressentin besuchte das Gymnasium in Königsberg und war von 1858 bis 1862 Offizier bei den Garde-Kürassieren. 1866 machte er bei demselben Regiment den Krieg mit und wurde 1871 bei einer Depot-Eskadron Rittmeister. Seit 1. Juli 1861 bewirtschaftete er Kanoten, das 1884 Fideikommiss wurde. Über 46 Jahre war er Mitglied des Kreistags.
Von 1870 bis 1873 und von 1893 bis 1908 war er Mitglied des Preußischen Abgeordnetenhauses und von März 1902 bis 1912 war er Mitglied des Deutschen Reichstags für den Reichstagswahlkreis Regierungsbezirk Königsberg 10 und die Deutschkonservative Partei.
Er heiratete am 20. August 1862 Adolfine von Oldenburg (* 16. November 1841; † 3. September 1910) aus dem Haus Beisleiden. Das Paar hatte einen Sohn:
- Bernhard (* 1. Dezember 1863; † 3. Februar 1916) ⚭ 1887 (Scheidung 1902) Freiin Helene Alexandrine Luise von Wrangel (* 2. August 1865; † 25. Mai 1945)